# Assassinées de mère en fille
Assassinées de mère en fille (Hidden Truth) est un téléfilm américain réalisé par Steven R. Monroe, diffusé en 2016.

## Fiche technique
- Réalisation : Steven R. Monroe
- Scénario : Richard O. Lowry
- Photographie : Ben Demaree
- Musique : Chris Forsgren
- Durée : 90 minutes
- Date de diffusion :
  -  France : 10 février 2017 sur TF1

## Distribution
- Sarah Lind (VF : Ludmila Ruoso) : Jamie
- Shawn Christian (VF : Jérémie Covillault) : Michael Evans
- Diana Hopper (VF : Juliette Allain) : Zoe
- Parker Stevenson (VF : Philippe Vincent) : Shérif Underwood
- Brendan McCarthy (VF : Laurent Maurel) : Pace
- Heidi Fielek : Layla
- Richard Meehan (VF : Gabriel Bismuth-Bienaimé) : Todd
- Jessica Morris : Veronique

 Source et légende : version française (VF) sur RS Doublage et selon le carton du doublage français télévisuel.